# St. Willibald (Hofen)

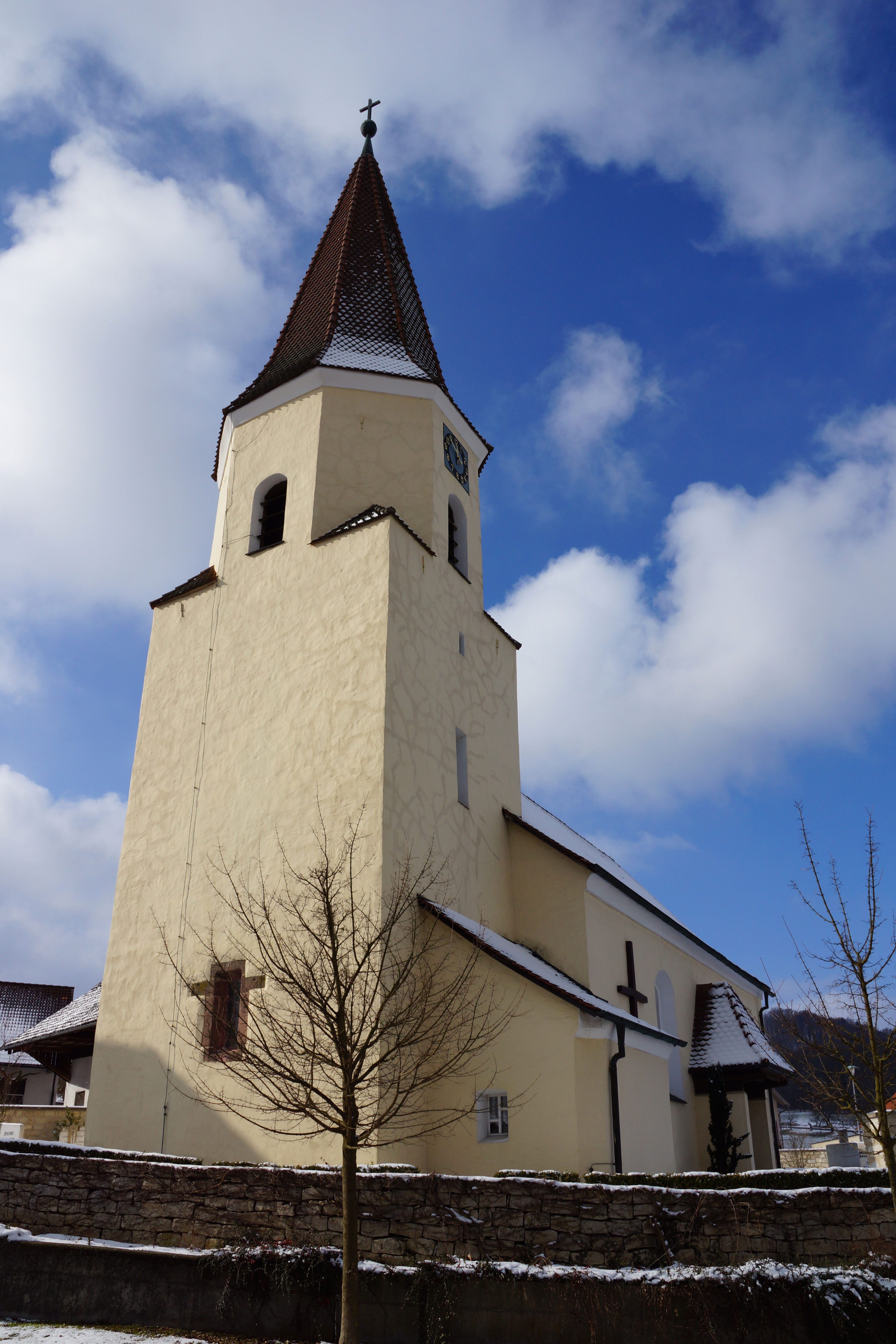
St. Willibald (Hofen)

Die evangelisch-lutherische, denkmalgeschützte Pfarrkirche St. Willibald steht in Hofen, einem Gemeindeteil der Gemeinde Mühlhausen im Landkreis Neumarkt in der Oberpfalz. Die Kirche gehört zur Evangelisch-Lutherischen Kirche in Bayern. Das Bauwerk ist unter der Denkmalnummer D-3-73-146-14 als Baudenkmal in die Bayerische Denkmalliste eingetragen.

## Beschreibung
Die frühgotische Saalkirche wurde 1716 erweitert. Sie besteht aus einem Langhaus, das mit einem Satteldach bedeckt ist, und einem Chorturm auf quadratischem Grundriss im Osten, und der Sakristei an seiner Nordwand. Das oberste, achteckige Geschoss des Chorturms beherbergt die Turmuhr und den Glockenstuhl, in dem zwei Kirchenglocken hängen. Darauf sitzt ein achtseitiger Knickhelm.
Der Innenraum des Chors, d. h. das Erdgeschoss des Chorturms, ist mit einem Sterngewölbe überspannt, das auf Konsolen ruht. Von der ursprünglichen Kirchenausstattung ist nur ein Altarretabel mit der Darstellung des Abendmahls Jesu erhalten. Die Orgel mit 8 Registern auf zwei Manualen und Pedal wurde 1936 von G. F. Steinmeyer & Co. gebaut.